# Ate Doornbosch
Ate Doornbosch (Nuis, 1 januari 1926 - Schiedam, 23 juli 2010) was een Nederlands volkskundige en presentator. Hij presenteerde van 1957 tot 1993 1300 uitzendingen van het populaire radioprogramma met Nederlandse volksliedjes Onder de Groene Linde. Hij komt als Jaring Elshout voor in de boekenserie Het Bureau van J.J. Voskuil over het Meertens Instituut. 

## Werkzaamheden
Doornbosch werkte eerst voor de VARA als programmamaker en vanaf 1966 ook voor het Meertens Instituut op de afdeling Volkskunde. Zijn programma  "Onder de Groene Linde" bleef hij maken, hoewel het niet meer door de VARA, maar door de NOS werd uitgezonden.
De daarin uitgezonden liederen heeft Doornbosch voor het merendeel zelf opgenomen in alle windstreken van Nederland. Hij maakte ook dankbaar gebruik van de volksmuziek-archieven van de VRT en de opnames van "'t Kliekske". Zo'n vijfduizend van deze opnames van traditionele ballades worden bewaard in het archief van het Meertens Instituut en vertegenwoordigen een uniek stuk immaterieel erfgoed, de orale traditie van Nederland.
In hun boek Blues en balladen vergelijken Louis Peter Grijp en Herman Roodenburg het werk van Doornbosch met dat van Alan Lomax en Harry Smith. Nogal wat folkgroepen in Nederland, waaronder Wolverlei en Fungus, hebben dankbaar gebruikgemaakt van de archieven van Doornbosch. In tegenstelling tot Lomax, die opnames maakte van veelal jonge professionele musici, nam Doornbosch altijd liederen zonder begeleiding op van amateurs, meestal bejaarden. Volgens de schrijvers was hij eigenlijk te laat om de authentieke Nederlandse melodieën nog te kunnen horen: die waren al in de 19e eeuw verloren gegaan, omdat Nederland niet geïsoleerd genoeg is om een "zuivere" volkscultuur in stand te houden.
Het in wereldmuziek gespecialiseerde Nederlandse label Music & Words heeft in december 2008 een box uitgebracht met negen cd's met traditionele Nederlandse volksmuziek, afkomstig uit de archieven van Onder de Groene Linde. De veldopnamen zijn uitvoerig toegelicht en worden gecompleteerd door een dvd met twee tv-documentaires over het werk van Doornbosch, alsmede een (audio)opname van de laatste uitzending van Onder de Groene Linde. Het is voor het eerst dat het Nederlands muzikaal-culturele erfgoed zo uitgebreid op cd beschikbaar komt. De negen cd's kennen elk een specifiek thema.
Een neerslag van het werk van Doornbosch is ook te vinden in een vierdelige serie boeken, wederom onder de titel Onder de Groene Linde, die tussen 1987 en 2008 verscheen.  Het verzamelde werk is op fiches ontsloten in het Meertens Instituut in Amsterdam.
Doornbosch heeft voor zijn werk zeker wel waardering ondervonden en is op verschillende manieren onderscheiden. Er zijn twee documentaires aan zijn werk gewijd, een door Pier Tania (Het einde van het lied, 1964) en een van Jan de Roode (Mijn familie is zo groot dat ik haar niet overpeinzen kan, 1984). De film van Pier Tania werd in Ierland bekroond met de Zilveren Harp. Op 3 maart 1984 werd Ate Doornbosch benoemd tot Ridder in de Orde van Oranje-Nassau. In 1990 ontving hij de Visser-Neerlandia-prijs toen het radioprogramma meer dan 30 jaar bestond. Bovendien was hij ereburger van Hilversum.
Zijn geboortedorp Nuis, in de Groningse gemeente Westerkwartier (vlak bij zowel Friesland als Drenthe), heeft Doornbosch op 14 maart 2009 geëerd met een bankje dat zijn naam draagt. Het staat bij het dorpshuis onder enkele leilindes. In november van datzelfde jaar, ontving hij een Edison. Hij ontving ook een Jahrespreis der Deutschen Schallplattenkritik, beide naar aanleiding van de cd/dvd-box uit 2008.
Ate Doornbosch overleed op 23 juli 2010 op 84-jarige leeftijd.

## Publicaties
- Blues en balladen, Alan Lomax en Ate Doornbosch. Door Louis Peter Grijp en Herman Roodenburg. Uitgeverij: Amsterdam University Press 2005
- Onder de groene linde, 163 verhalende liederen uit de mondelinge overlevering, opgenomen door Ate Doornbosch e.a. 9 cd's, 1 dvd en tweetalig boek, uitgebracht door Music & Words/[Fréa Records], 2008, met medewerking van het Meertens Instituut.